# Iuliomagus (Schleitheim)
Iuliomagus (isto Juliomagus ili Iuliomago) je bio rimski grad blizu današnjeg mjesta Schleitheim u kantonu Schaffhausen, na granici Švicarske i Njemačke.
Danas su još ostali samo ostaci terma koje su bile velika zajednička kupališta s uglavnom sličnim osnovnim rasporedom prostorija.

## Poveznice
- Thermenmuseum Iuliomagus